# Junkers Ju 322 Mammut
Le Junkers Ju 322 Mammut (« Mammouth ») était un projet de planeur de transport lourd, ressemblant à une aile volante. Deux prototypes destinés à la Luftwaffe ont été construits.

## Design & Développement
Conçu à la fin de l'année 1940 par Junkers en vue de l'opération Seelöwe (Lion de mer), le Ju 322 était destiné à être un planeur lourd d'assaut, se basant sur et l'utilisant dans le même rôle que le Messerschmitt Me 321 Gigant (Géant). Le Ju 322 était construit à l'aide de matériaux non stratégiques, utilisant une structure toute en bois. Dans son cahier des charges, le Mammouth devait pouvoir transporter 20 tonnes de charge utile : c'est-à-dire un Panzer IV, un canon Flak 88, un half-track ou un canon automoteur en plus du personnel, des munitions et du carburant nécessaires.
Le bord d'attaque du centre de l'aile abritait une porte incurvée amenant à la soute, juste en dessous du cockpit. La queue du planeur était une extension de la partie centrale et possédait un arrangement particulier des stabilisateurs et de la dérive. L'armement défensif de série prévu pour le Ju 322, était constitué de trois tourelles ouvertes, une de chaque côté du cockpit sur le bord d'attaque de l'aile et la dernière sur la partie centrale de la queue. Chaque tourelle comprenait une mitrailleuse MG 15 de 7,92 mm.

## Tests
La production du premier prototype (Ju 322 V1) fut rendue difficile en raison de sa structure toute en bois. En conséquence, la charge utile fut réduite de 16 tonnes à 11 tonnes. Le prototype v1 prit son envol en avril 1941, tracté par deux Junkers Ju 90. Bien que ce vol inaugural fut en grande partie réussi, de nombreuses améliorations furent planifiées mais le RLM décida de mettre fin au projet en mai 1942 en raison de l'annulation de l'invasion de l'Angleterre.
Après l'annulation du projet, le Ju 322 V1 accomplit encore quelques vols d'essais mais il fut démoli avec le Ju 322 V2 et 98 autres planeurs partiellement construits.

### Avions comparables
Messerschmitt Me 321
 General Aircraft Hamilcar